# Lasker’s Chess Magazine

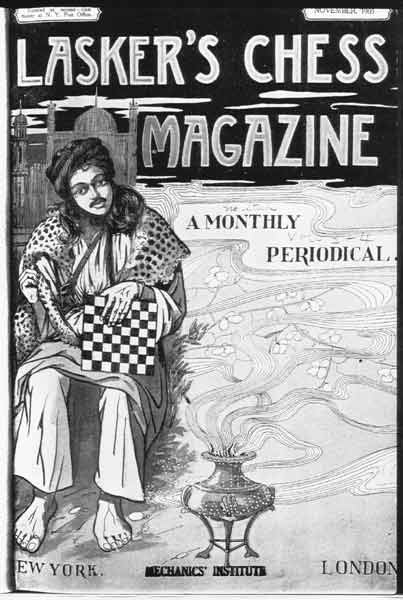
Обложка одного из номеров

Lasker’s Chess Magazine — полугодовой журнал, издававшийся в Нью-Йорке (ноябрь 1904 — январь 1909). Редактор-издатель — Эм. Ласкер.
В популярной форме стремился раскрыть идейное и философское содержание шахмат. В отделе хроники (который Ласкер вёл сам, как и большинство других отделов) давал оригинальную оценку многим важным событиям в мировой шахматной жизни.